# Мьюрен, Деннис
Деннис Элмер Мьюрен (англ. Dennis Elmer Muren; 1 ноября 1946, Глендейл, Калифорния, США) — американский постановщик специальных и визуальных эффектов. Наиболее известен по работе над фантастическими фильмами Стивена Спилберга, Джорджа Лукаса и Джеймса Кэмерона.
Обладатель шести премий «Оскар» за лучшие визуальные эффекты (из 13 номинаций), двух специальных «Оскаров» за особые достижения и одной награды «За технические достижения» от американской Академии кинематографических искусств и наук, что делает его своеобразным рекордсменом по количеству наград от Американской киноакадемии (всего 9) среди ныне живущих лауреатов. Также является обладателем других престижных наград в области кино и телевидения: BAFTA, «Сатурн», «Эмми».

## Биография
Родился в 1946 году, в г. Глендейл (северный пригород Лос-Анджелеса), штат Калифорния в семье Элмера Эрнеста Мьюрена и Шарлин Луиз Мьюрен (урождённая Клейтон). Интерес к кинопроизводству начал проявлять с раннего возраста, проходя учёбу в Pasadena City College он снял на 16-миллиметровую плёнку фантастический короткометражный фильм «Путешествие в сверхъестественное» с бюджетом в 8 тыс. $, фильмом заинтересовалась небольшая кинокомпания Tonylyn Productions Inc., которая вместе с монтажёром Джеком Вудсом доработала фильм до полнометражного и выпустила на экраны в 1970 году под названием «Эквинокс», Мьюрен не только окупил затраты на производство фильма, но и заработал.
В 1976 году Мьюрен был принят на работу в только-что основанную Джорджем Лукасом компанию по созданию визуальных эффектов Industrial Light & Magic (ILM). Первой работой в компании стал фильм «Звёздные войны. Эпизод IV: Новая надежда». В начале 1990-х был сторонником освоения и продвижения новых технологий с применением компьютерной графики CGI в фильмах «Терминатор 2: Судный день» и «Парк юрского периода». В интервью 2000 года Мьюрен заявил, что «Терминатор 2» стал фильмом, которым он гордится больше всего.
3 июня 1999 года в честь Мьюрена была заложена звезда на Голливудской «Аллее славы» за вклад в киноиндустрию, по адресу: 6764 Голливудский б-р. Мьюрен стал первым из трёх специалистов по спецэффектам, удостоенных звезды (вторым стал Стэн Уинстон в 2001 году и третьим — Рэй Харрихаузен в 2003).
В настоящее время продолжает работать в Industrial Light & Magic, в должности старшого супервайзера визуальных эффектов, последняя из работ — фильм «Супер 8», вышедший на экраны в 2011 году.
С 1981 года Деннис Мьюрен состоит в браке с Зарой Пинфолд, у них двое детей, проживают в Калифорнии.

## Фильмография(спецэффекты)
- 1970 — Эквинокс (также режиссёр и продюсер фильма)
- 1974 — Флэш Гордон (в титрах не указан)
- 1977 — Звёздные войны. Эпизод IV: Новая надежда
- 1977 — Близкие контакты третьей степени
- 1978 — Звёздный крейсер «Галактика» (сериал) (пилотный эпизод)
- 1979 — Ракета Х-М (версия 1979 года)
- 1980 — Звёздные войны. Эпизод V: Империя наносит ответный удар
- 1981 — Убийца дракона
- 1982 — Инопланетянин
- 1983 — Звёздные войны. Эпизод VI: Возвращение джедая
- 1984 — Индиана Джонс и храм судьбы
- 1984 — Эвоки: Караван смельчаков (ТВ)
- 1985 — Молодой Шерлок Холмс
- 1986 — Капитан Ио
- 1987 — Звёздные туры
- 1987 — Внутренний космос
- 1987 — Империя солнца
- 1988 — Уиллоу
- 1989 — Охотники за привидениями 2
- 1989 — Бездна
- 1991 — Терминатор 2: Судный день
- 1993 — Парк юрского периода
- 1995 — Каспер
- 1996 — Смерч
- 1999 — Звёздные войны. Эпизод I: Скрытая угроза
- 2001 — Искусственный разум
- 2002 — Звёздные войны. Эпизод II: Атака клонов
- 2003 — Халк
- 2005 — Война миров
- 2011 — Супер 8

## Награды и номинации
| Категория                                                               | Год                                                    | Фильм                                                     | Итог                                                   |
| Академия кинематографических искусств и наук («Оскар»)                  | Академия кинематографических искусств и наук («Оскар») | Академия кинематографических искусств и наук («Оскар»)    | Академия кинематографических искусств и наук («Оскар») |
| ----------------------------------------------------------------------- | ------------------------------------------------------ | --------------------------------------------------------- | ------------------------------------------------------ |
| Премия «Оскар» за особые достижения (за визуальные эффекты)             | 1981                                                   | • Звёздные войны. Эпизод V: Империя наносит ответный удар | Награда                                                |
| Премия «Оскар» за лучшие визуальные эффекты                             | 1982                                                   | • Убийца дракона                                          | Номинация                                              |
| Премия Академии за технические достижения (Technical Achievement Award) | 1982                                                   |                                                           | Награда                                                |
| Премия «Оскар» за лучшие визуальные эффекты                             | 1983                                                   | • Инопланетянин                                           | Награда                                                |
| Премия «Оскар» за особые достижения (за визуальные эффекты)             | 1984                                                   | • Звёздные войны. Эпизод VI: Возвращение джедая           | Награда                                                |
| Премия «Оскар» за лучшие визуальные эффекты                             | 1985                                                   | • Индиана Джонс и храм судьбы                             | Награда                                                |
| Премия «Оскар» за лучшие визуальные эффекты                             | 1986                                                   | • Молодой Шерлок Холмс                                    | Номинация                                              |
| Премия «Оскар» за лучшие визуальные эффекты                             | 1988                                                   | • Внутренний космос                                       | Награда                                                |
| Премия «Оскар» за лучшие визуальные эффекты                             | 1989                                                   | • Уиллоу                                                  | Номинация                                              |
| Премия «Оскар» за лучшие визуальные эффекты                             | 1990                                                   | • Бездна                                                  | Награда                                                |
| Премия «Оскар» за лучшие визуальные эффекты                             | 1992                                                   | • Терминатор 2: Судный день                               | Награда                                                |
| Премия «Оскар» за лучшие визуальные эффекты                             | 1994                                                   | • Парк Юрского периода                                    | Награда                                                |
| Премия «Оскар» за лучшие визуальные эффекты                             | 1998                                                   | • Парк Юрского периода 2: Затерянный мир                  | Номинация                                              |
| Премия «Оскар» за лучшие визуальные эффекты                             | 2000                                                   | • Звёздные войны. Эпизод I: Скрытая угроза                | Номинация                                              |
| Премия «Оскар» за лучшие визуальные эффекты                             | 2002                                                   | • Искусственный разум                                     | Номинация                                              |
| Премия «Оскар» за лучшие визуальные эффекты                             | 2006                                                   | • Война миров                                             | Номинация                                              |
| BAFTA                                                                   |                                                        |                                                           |                                                        |
| Лучшие специальные визуальные эффекты                                   | 1983                                                   | • Инопланетянин                                           | Номинация                                              |
| Лучшие специальные визуальные эффекты                                   | 1984                                                   | • Звёздные войны. Эпизод VI: Возвращение джедая           | Награда                                                |
| Лучшие специальные визуальные эффекты                                   | 1985                                                   | • Индиана Джонс и храм судьбы                             | Награда                                                |
| Лучшие специальные визуальные эффекты                                   | 1992                                                   | • Терминатор 2: Судный день                               | Награда                                                |
| Лучшие специальные визуальные эффекты                                   | 1994                                                   | • Парк Юрского периода                                    | Награда                                                |
| Лучшие специальные визуальные эффекты                                   | 2000                                                   | • Звёздные войны. Эпизод I: Скрытая угроза                | Номинация                                              |
| Лучшие специальные визуальные эффекты                                   | 2002                                                   | • Искусственный разум                                     | Номинация                                              |
| «Сатурн»                                                                |                                                        |                                                           |                                                        |
| Лучшие спецэффекты                                                      | 1982                                                   | • Убийца дракона                                          | Номинация                                              |
| Лучшие спецэффекты                                                      | 1983                                                   | • Инопланетянин                                           | Награда                                                |
| Лучшие спецэффекты                                                      | 1984                                                   | • Звёздные войны. Эпизод VI: Возвращение джедая           | Награда                                                |
| Лучшие спецэффекты                                                      | 1988                                                   | • Внутренний космос                                       | Номинация                                              |
| Лучшие спецэффекты                                                      | 1994                                                   | • Парк Юрского периода                                    | Награда                                                |
| Лучшие спецэффекты                                                      | 1998                                                   | • Парк Юрского периода 2: Затерянный мир                  | Номинация                                              |
| Лучшие спецэффекты                                                      | 2000                                                   | • Звёздные войны. Эпизод I: Скрытая угроза                | Награда                                                |
| Лучшие спецэффекты                                                      | 2002                                                   | • Искусственный разум                                     | Награда                                                |
| Лучшие спецэффекты                                                      | 2004                                                   | • Халк                                                    | Номинация                                              |
| Лучшие спецэффекты                                                      | 2006                                                   | • Война миров                                             | Номинация                                              |
| Лучшие спецэффекты                                                      | 2012                                                   | • Супер 8                                                 | Номинация                                              |
| «Эмми»                                                                  |                                                        |                                                           |                                                        |
| Лучшие специальные визуальные эффекты                                   | 1985                                                   | • Эвоки: Караван смельчаков (ТВ)                          | Награда                                                |
| Hollywood Film Festival                                                 |                                                        |                                                           |                                                        |
| Визуальные эффекты года                                                 | 2005                                                   |                                                           | Награда                                                |
| «Спутник»                                                               |                                                        |                                                           |                                                        |
| Лучшие визуальные эффекты                                               | 2000                                                   | • Звёздные войны. Эпизод I: Скрытая угроза                | Номинация                                              |
| Лучшие визуальные эффекты                                               | 2005                                                   | • Война миров                                             | Номинация                                              |
| Nicola Tesla Award                                                      | 2007                                                   |                                                           | Награда                                                |
| Лучшие визуальные эффекты                                               | 2011                                                   | • Супер 8                                                 | Номинация                                              |
| Visual Effects Society Awards                                           |                                                        |                                                           |                                                        |
| Best Single Visual Effect of the Year in Any Medium                     | 2004                                                   | • Халк                                                    | Номинация                                              |
| Best Single Visual Effect of the Year                                   | 2006                                                   | • Война миров                                             | Награда                                                |
| Lifetime Achievement Award                                              | 2007                                                   |                                                           | Награда                                                |
| Голливудская «Аллея славы»                                              |                                                        |                                                           |                                                        |
| За вклад в киноиндустрию                                                | 1999                                                   |                                                           | Звезда                                                 |
| Phoenix Film Critics Society Awards                                     |                                                        |                                                           |                                                        |
| Лучшие визуальные эффекты                                               | 2002                                                   | • Искусственный разум                                     | Номинация                                              |
| Las Vegas Film Critics Society Awards (Sierra Award)                    |                                                        |                                                           |                                                        |
| Лучшие визуальные эффекты                                               | 2000                                                   | • Звёздные войны. Эпизод I: Скрытая угроза                | Номинация                                              |
| AFI Awards (США)                                                        |                                                        |                                                           |                                                        |
| AFI Digital Effects Artist of the Year                                  | 2002                                                   | • Искусственный разум                                     | Номинация                                              |
| DVD Exclusive Awards                                                    |                                                        |                                                           |                                                        |
| Лучший аудиокомментарий                                                 | 2001                                                   | • Звёздные войны. Эпизод I: Скрытая угроза                | Номинация                                              |